# ديف إروين
ديف إروين هو متزحلق جبال الألب كندي، ولد في 12 يوليو 1954 في ثاندر باي في كندا.

## وصلات خارجية
- ديف إروين على موقع الاتحاد الدولي للتزلج (التزلج على المنحدرات الثلجية) (الإنجليزية)
- ديف إروين على موقع أوليمبيديا (الإنجليزية)
- ديف إروين على موقع قاعة كولومبيا البريطانية للمشاهير الرياضية (الإنجليزية)